# Вальтер Мікс
Вальтер Мікс (нім. Walter Mix; 21 грудня 1917 — 17 листопада 2004) — німецький офіцер, оберстлейтенант резерву вермахту. Кавалер Лицарського хреста Залізного хреста з дубовим листям.

## Біографія
В 1937 році вступив в 4-й піхотний полк, згодом — командир роти. Учасник Польської і Французької кампаній, а також німецько-радянської війни. З початку 1942 року — командир 9-ї роти 174-го гренадерського полку. Відзначився у боях в районі озера Ільмень. З 1 січня 1943 року — командир 2-го батальйону свого полку, з яким успішно воював в районі Невеля. 13 січня 1944 року важко поранений. Після одужання 13 жовтня 1944 року призначений викладачем тактики в 4-е юнкерське училище. З 23 лютого 1945 року — командир 1249-го гренадерського навчального полку. З 12 березня 1945 року — командир 266-го гренадерського полку, який діяв в районі Лаузіца. В травні взятий в полон радянськими військами.

## Нагороди
- Залізний хрест
  - 2-го класу (1 липня 1941)
  - 1-го класу (2 серпня 1941)
- Штурмовий піхотний знак в сріблі
- Німецький хрест в золоті (3 червня 1942)
- Медаль «За зимову кампанію на Сході 1941/42» (16 серпня 1942)
- Лицарський хрест Залізного хреста з дубовим листям
  - лицарський хрест (18 грудня 1942)
  - дубове листя (№ 405; 22 лютого 1944)
- Дем'янський щит (1943)
- Нагрудний знак «За поранення» в золоті — всього отримав 7 поранень.